# Виєзжев Олександр Миколайович
Олександр Миколайович Ви́єзжев (нар. 13 червня 1865, Зміїв — пом. 1918, Гурзуф) — український живописець.

## Біографія
Народився 1 [13] червня 1865 року в місті Змієві (нині Харківська область, Україна). У 1870-ті роки навчався у Харківський рисувальній школі у Марії Раєвської; у 1887—1890 роках — в Петербурзькій академії мистецтв.
Жив у Санкт-Петербурзі та Харкові. Помер в Гурзуфі у 1918 році.

## Творчість
Автор жанрових полотен, портретів і пейзажів. Серед робіт:
- «Заутреня у монастирі» (1889);
- «Світанок» (1890);
- «Біля цілющої криниці» (1895);
- «Марення» (1896);
- «Життям повіяло» (1896);
- «Журба» (1898);
- «Через море» (1898);
- «Кручина» (1898);
- «Сутінки» (1898);
- «Останній помах крил (Через море)» (1900);
- «Адалари» (1904);
- «Алупка» (1906);
- «Хвилі» (1906);
- «Видіння» (1907);
- «Колісниця життя» (1907).

З 1889 року брав участь у мистецьких виставках:
- Товариства пересувних художніх виставок у 1889, 1890, 1895—1897, 1899, 1903 роках;
- Московського товариства прихильників художеств у 1895 році;
- Всеросійської промислової та сільськогосподарської виставки у Нижньому Новгороді у 1896 році;
- 1-й художній виставці Харківського гуртка художників у 1900 році (був організатором);
- Позапартійного товариства художників у 1913 році;
- Вільного товариства художників у Санкт-Петербурзі у 1913—1914 роках.

Персональні виставки пройшли у Санкт-Петербурзі у 1905 і 1915 роках.
Окремі роботи художника зберігаються у Харківському художньому музеї.

## Література

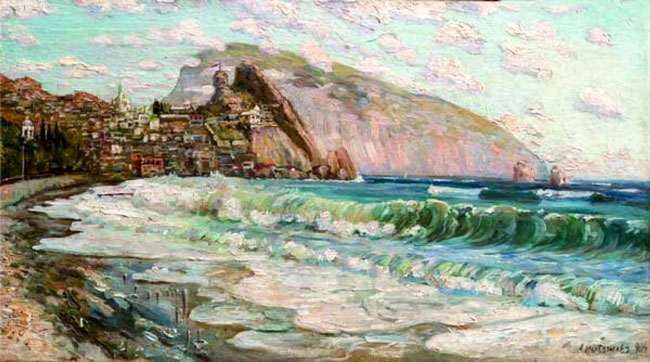
«Адалари».